# Brug 1720
Brug 1720 is een bouwkundig kunstwerk in Amsterdam-Noord.
De voet- en fietsbrug kan niet los gezien worden van de steeds uitdijende stad Amsterdam. Tot in de jaren zestig van de 20e eeuw lag hier agrarisch gebied. Met de komst van de woonwijk Banne Noord in de jaren zeventig kwam daaraan een eind. De IJdoornlaan werd doorgetrokken tot aan de Banne Buikslootlaan waarna de Nieuwe Gouw en landbouw/veeteeltgebied de stad ophield. 
In de jaren tachtig begonnen de werkzaamheden voor een aansluiting tussen die IJdoornlaan en de flink noordelijker gelegen Ringweg-Noord die om genoemde wijk heen moest. In korte tijd werd het gebied daaromheen heringericht rondom het aldaar al liggende "Sportpark Kadoelen". Om die terreinen bereikbaar te maken, was er behalve de hoofdroute via brug 1726 een aantal nevenverbindingen nodig voor plaatselijk voet- en fietsverkeer.
Er kwamen rond 1991 langs genoemde wijk een aantal houten bruggetjes tussen de wijken Banne Buiksloot en Kadoelen. Het leek er op dat er één stuk vergeten was. Het Vikingpad, gelegen op de scheidslijn van genoemde wijken, kreeg naar het noorden toe een open eind. Het voet- en fietspad liep eigenlijk dood op de Rijksweg 10. Daar kwam pas in 2010 verandering in, toen brug 1720 werd neergelegd. Zoals vaker werd er daarbij gekozen voor een brug van staal en hout rustend op twee houten brugpijlers en jukken. De brug land op de straat Achtersteven.
<<< · 1701 · 1702 · 1703 · 1704 · 1705 · 1706 · 1707 · 1708 · 1709 ·  1710 · 1711 · 1714 · 1715 · 1716 · 1717 · 1718 · 1719 · 1720 · 1721 · 1722 · 1723 · 1725 · 1726 · 1727 · 1728 · 1729 · 1730 · 1731 · 1732 · 1733 · 1734 · 1735 · 1736 · 1737 · 1738 · 1739 · 1741 · 1742 · 1743 · 1745 · 1746 · 1747 · 1748 · 1749 · 1750 · 1751 · 1752 · 1753 · 1754 · 1755 · 1756 · 1757 · 1764 · 1765 · 1766 · 1767 · 1768 · 1769 · 1770 · 1771 · 1772 · 1773 · 1774 · 1775 · 1776 · 1777 · 1778 · 1779 ·  1780 · 1781 · 1782 · 1783 · 1784 · 1785 · 1786 · 1787 · 1788 · 1791 · 1792 · 1793 · 1794 · 1795 · 1796 · 1797 · 1798 · 1799 · >>>
Brugnummers brug 1712, 1713, 1724, 1740, 1744, 1758, 1759, 1760, 1761, 1762, 1763, 1789, 1790 zijn niet (meer) vergeven.